# Stanisław Klimek (Fotograf)
Stanisław Klimek (* 1956 in Polen) ist ein polnischer Architektur- und Kunstfotograf sowie Verleger.

## Leben
Nach dem Mathematikstudium wurde er als selbständiger Fotograf in Wrocław tätig und gründete mit der Ehefrau den Verlag Via Nova. Sein Interesse gilt besonders der Architekturfotografie – in Mitwirkung mit anderen Autoren entstanden bebilderte Monografien, Fotoalben und Bildbände über Breslau, Thorn, Danzig, Niederschlesien, Schloss Fürstenstein, Trebnitz sowie Benares in Indien.

## Bücher (Auswahl)

### Mitwirkung als Fotograf
- mit Friedrich Mielke, Jolanta Stranzenbach: Treppen in Breslau. Arbeitsstelle für Treppenforschung, Konstein 1990.
- mit Rafał Eysymontt: Breslau. Via Nova, Wrocław 1993, ISBN 83-901314-1-2.
- mit Bohdan Rymaszewski: Thorn. Architektur und Geschichte. Via Nova, Toruń 1994, ISBN 83-901314-3-9.
- mit Ryszard Depta: Danzig. Architektur und Geschichte 997–1097. Via Nova, Toruń 1997, ISBN 83-86642-41-6.
- mit Werner Durth: Architektur und Städtebau der DDR. Bd. 2. Campus-Verlag, Frankfurt am Main 1998.
- mit Danuta und Rafał Eysymontt: Niederschlesien. Architektur und Geschichte. Via Nova, Wrocław 1999, ISBN 83-86642-77-7.
- mit Krzysztof Kułaga: Schloss Fürstenstein. Architektur und Geschichte. Laumann Druck & Verlag, Dülmen 2001, ISBN 978-3-89960-302-6.
- mit Antoni Kiełbasa: Trebnitz – Heiligtum der hl. Hedwig. Laumann Druck & Verlag, Dülmen 2002, ISBN 978-3-89960-303-3.
- mit Beata Maciejewska: Wrocław / Breslau. Stadt der Begegnung. Laumann Druck & Verlag, Dülmen 2003, ISBN 978-3-89960-261-6.
- mit Maciej Łagiewski: Der alte jüdische Friedhof in Breslau. Laumann Druck & Verlag, Dülmen 2005, ISBN 3-89960-279-X.
- mit Janina Mazurkiewicz: Nikolaus Kopernikus. L’Uomo Universale. Laumann Druck & Verlag, Dülmen 2004, ISBN 978-3-89960-260-9.
- mit Jerzy Domasłowski: Posen. Ein kleiner Stadtführer. Laumann Druck & Verlag, Dülmen 2005, ISBN 978-3-89960-304-0.
- mit Jerzy Ilkosz: Max Berg's Centennial Hall and Exhibition Grounds in Wrocław. Museum of Architecture in Wrocław, Wrocław 2006, ISBN 978-8389262264.
  - Übersetzung Beate Störtkuhl: Die Jahrhunderthalle und das Ausstellungsgelände in Breslau – das Werk Max Bergs. R. Oldenbourg Verlag, München 2006, ISBN 978-3-486-57986-4.
- mit Paul Gerhard Eberlein (Hrsg.), et al.: Schlesische Kirchen. Die wichtigsten und schönsten Dome, Kirchen und Kapellen im Bild. Senfkorn Verlag, Görlitz 2006, ISBN 978-3-935330-21-3.
- mit Christian Bau, Niels Gutschow: Shiva’s Orte. / Shiva’s places. Linguas and rituals in Benares. Verlag Peter Hess, Uenzen 2006, ISBN 3-938263-05-9. (deutsch / englisch)
- mit Mariusz Urbanek: Reise durch Niederschlesien. Laumann Druck & Verlag, Dülmen 2006, ISBN 3-89960-263-3.